# チャットH
チャットH（チャットエッチ）とは、主に成人向けインターネットサイト、出会い系サイト等に設置されているチャットで行う性行為。主にチャHなどと略す。

## 概要
インターネットで設置されているチャットで性行為を要求し、それを画面に会話として打ち出させるものが一般的であり、そのためにツーショットチャットという二人入るとそれ以上の人は入れなくするようなシステムも開発されている。
日本では、閲覧前に成人向けサイトであることを公示することが義務付けられているが、閲覧者が自ら年齢認証を行い、閲覧するようになっており、これらは入ってしまえば年齢を偽ることができることもあり問題となっている。また、一般のチャットでもメッセージ機能を使ってこういった行為を要求する者もいるために問題になっている例もある。
類似の例でライブチャットというものがある。こちらは性行為の要求は同じだが、文字通りライブで映像として同時配信するというものである。